# Gobiesox canidens
Gobiesox canidens — вид риб родини присоскоперих (Gobiesocidae). Поширений на сході Тихого океану навколо мексиканських островів Ревільяхіхедо. Цей бентосний вид трапляється біля скелястих берегів і скелястих рифів у вузькому діапазоні глибин від 0 до 10 м.